# Топографическая анатомия человека

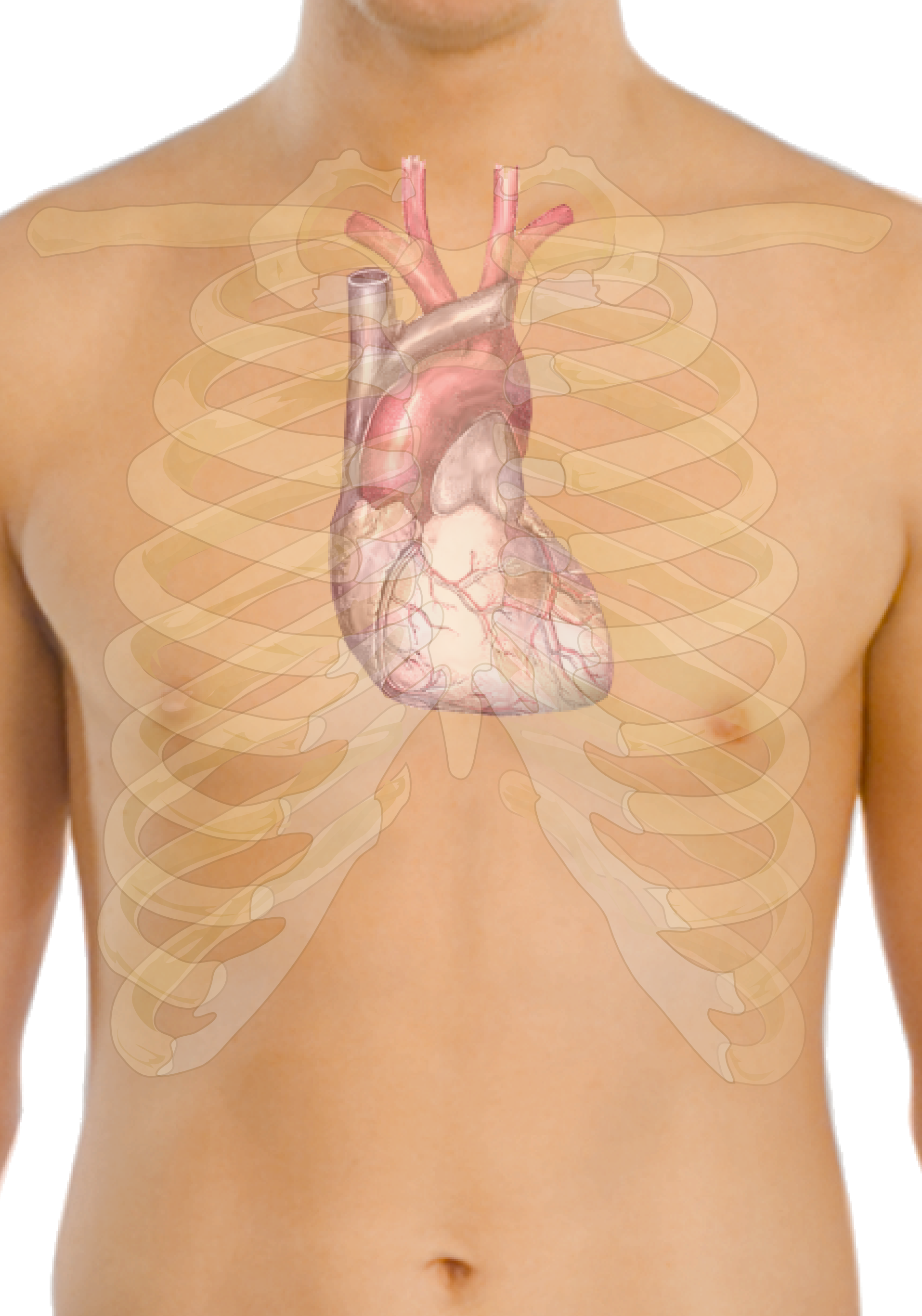
Скелетотопия сердца

Топографи́ческая анато́мия — научно-прикладная дисциплина, раздел анатомии человека, изучающий послойное строение анатомических областей, взаиморасположение (синтопию) органов, их проекцию на кожу (голотопию), отношение к скелету (скелетотопию), кровоснабжение, иннервацию и лимфоотток в условиях нормы и патологии, с учётом возрастных, половых и конституциональных особенностей организма.
Имеет прикладное значение для медицины, является теоретической основой для оперативной хирургии.
Топографическая анатомия изучает строение человеческого организма по условно выделяемым известным частям тела (голова, шея, туловище и конечности), каждая из которых дифференцируется на относительно небольшие анатомические области, и уделяет особое внимание взаимному расположению анатомических образований и их проекций на поверхность тела, таким образом, являя собой топическую основу физикальной диагностики как таковой.
Как научно-медицинская дисциплина основана Н. И. Пироговым.